# Hugo Pimentel

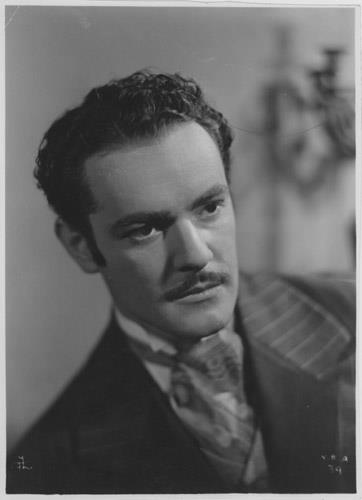
Hugo Pimentel

Hugo Pimentel (* 25. Januar 1919 im Partido San Fernando; † 1. Juni 1984 in Caracas, Venezuela) war ein argentinischer Schauspieler.

## Leben
Pimentel war als Imitator, Komiker, Bauchredner und Darsteller eine der schillerndsten Figuren der argentinische Künstlerszene und wirkte in der Zeit von seinem ersten Film 1939 bis zu seinem letzten Auftreten 1968 in rund 25 Kinowerken seines Heimatlandes und weiteren zehn internationalen Produktionen auf. Dabei drehte er mit fast allen bedeutenden Darstellerinnen der goldenen Ära des argentinischen Kinos wie Susana Campos, Golde Flami, Susana Canales, Norma Giménez, Nuri Montsé und Lidia Denis. Mitte der 1960er Jahre ging er wie viele seiner Landsleute nach Spanien, um dort zu arbeiten, was oftmals unter Pseudonymen geschah. Nach seiner Rückkehr nach Südamerika in den frühen 1970er Jahren war er Star einiger Telenovelas bis 1979 und noch einmal 1983.
Pimentel war Mitglied der Komikergruppe La Cruzada del Buen Humor und war auch in zahlreichen Theaterauftritten und im Varieté zu erleben, so 1951 in Rosario; daneben war er Mitglied einiger Komikertrios wie Los tres mosquiteros und Bertoldo, Bertolino y Cacaseno. Zwischen 1964 und 1969 war er im Duo mit Rafael Buono zu sehen.
Auch das Radio, bei dem er vor allem in der großen Zeit des Radiotheaters, den 1940er Jahren und im folgenden Jahrzehnt, aktiv war, bot ihm viele Auftrittsmöglichkeiten. Er nahm an Folgen der Serien Teatro Palmolive del Aire und Reviviendo la emoción del tango  teil und war 1943 beim Radio El Mundo beschäftigt, als er El alma de flor einsprach. Mit vielen bekannten Kollegen gestaltete er schließlich Reviviendo la emoción de los más bellos poemas.
Seine letzten Lebensjahre verbrachte Pimentel in Venezuela, wo er auch an einem Bronchialkarzinom starb.

## Filmografie (Auswahl)
- 1939: El buque embotellado
- 1964: Das Gesetz der Zwei (I due violenti)
- 1964: Höllenfahrt nach Golden City (Fuerte perdido)
- 1965: Sie nannten ihn Gringo
- 1983: Bienvenida Esperanza (Fernsehserie)